# Scandia rosifolia
Scandia rosifolia är en flockblommig växtart som först beskrevs av William Jackson Hooker, och fick sitt nu gällande namn av J.W.Dawson. Scandia rosifolia ingår i släktet Scandia och familjen flockblommiga växter. Inga underarter finns listade i Catalogue of Life.